# San Antonio Suchitepéquez
San Antonio Suchitepéquez («San Antonio»: en honor a San Antonio de Padua; «Suchitepéquez»: del náhuatl, significa «en el cerro de las flores») es un municipio del departamento de Suchitepéquez de la región sur-occidente de la República de Guatemala. El municipio es reconocido por todo el país por ser uno de los lugares más culturales que aún tiene Guatemala.
El área ocupada por el moderno municipio de San Antonio Suchitepéquez perteneció al reino de Quiché en la época precolombina. Luego de la conquista española, el poblado fue fundado oficialmente el 13 de junio de 1549.
La constitución del Estado de Guatemala promulgada el 11 de octubre de 1825 estableció los circuitos para la administración de justicia en el territorio del Estado y menciona que San Antonio Suchitepéquez era parte del Circuito de Mazatenango en el distrito N.º11 (Suchitepéquez).
A partir del 3 de abril de 1838, San Antonio Suchitepéquez fue parte de la región que formó el efímero Estado de Los Altos, el cual fue autorizado por el Congreso de la República Federal de Centro América el 25 de diciembre de ese año, pero cuyo intento de secesión fue aplasatdo por el general Rafael Carrera, quien reintegró al Estado de Los Altos al Estado de Guatemala en 1840.
El 6 de agosto de 1942, el poblado fue afectado por un fuerte terremoto que causó extensos daños en el altiplano central y occidental de Guatemala.

## Toponimia
Muchos de los nombres de los municipios y poblados de Guatemala constan de dos partes: el nombre del santo católico que se venera el día en que fueron fundados y una descripción con raíz náhuatl; esto se debe a que las tropas que invadieron la región en la década de 1520 al mando de Pedro de Alvarado estaban compuestas por soldados españoles y por indígenas tlaxcaltecas y cholultecas.  En este caso, el nombre de «San Antonio» proviene de su santo patrono, el franciscano  Antonio de Padua, mientras que el topónimo «Suchitepéquez» se deriva de la voz náhuatl «Xōchitepēke», formada a su vez por «Xōchi-» (español: «flor», «tepē-» «(español: cerro, montaña)» y «-k»(español: «en»), lo que podría traducirse como «En el Cerro Florido» o «En el Cerro de las Flores».[cita requerida]

## Demografía
El municipio tiene una población aproximada de 65 501 habitantes según las proyecciones basadas en el censo de población del año 2018 con una densidad de 1023.45 personas por kilómetro cuadrado. Es el segundo municipio más denso del departamento de Suchitepéquez superado únicamente por Samayac.

## Geografía física
El municipio de San Antonio Suchitepéquez tiene una extensión territorial de 64 km² convirtiéndolo en el décimo municipio más extenso del departamento de Suchitepéquez.

### Clima
La cabecera municipal de San Antonio Suchitepéquez tiene clima cálido y tropical; (Clasificación de Köppen: Am).
| Parámetros climáticos promedio de San Antonio Suchitepéquez | Parámetros climáticos promedio de San Antonio Suchitepéquez | Parámetros climáticos promedio de San Antonio Suchitepéquez | Parámetros climáticos promedio de San Antonio Suchitepéquez | Parámetros climáticos promedio de San Antonio Suchitepéquez | Parámetros climáticos promedio de San Antonio Suchitepéquez | Parámetros climáticos promedio de San Antonio Suchitepéquez | Parámetros climáticos promedio de San Antonio Suchitepéquez | Parámetros climáticos promedio de San Antonio Suchitepéquez | Parámetros climáticos promedio de San Antonio Suchitepéquez | Parámetros climáticos promedio de San Antonio Suchitepéquez | Parámetros climáticos promedio de San Antonio Suchitepéquez | Parámetros climáticos promedio de San Antonio Suchitepéquez | Parámetros climáticos promedio de San Antonio Suchitepéquez |
| Mes                                                         | Ene.                                                        | Feb.                                                        | Mar.                                                        | Abr.                                                        | May.                                                        | Jun.                                                        | Jul.                                                        | Ago.                                                        | Sep.                                                        | Oct.                                                        | Nov.                                                        | Dic.                                                        | Anual                                                       |
| ----------------------------------------------------------- | ----------------------------------------------------------- | ----------------------------------------------------------- | ----------------------------------------------------------- | ----------------------------------------------------------- | ----------------------------------------------------------- | ----------------------------------------------------------- | ----------------------------------------------------------- | ----------------------------------------------------------- | ----------------------------------------------------------- | ----------------------------------------------------------- | ----------------------------------------------------------- | ----------------------------------------------------------- | ----------------------------------------------------------- |
| Temp. máx. media (°C)                                       | 32.7                                                        | 33.2                                                        | 33.6                                                        | 33.4                                                        | 32.8                                                        | 31.9                                                        | 32.0                                                        | 32.1                                                        | 31.3                                                        | 31.3                                                        | 31.5                                                        | 32.1                                                        | 32.3                                                        |
| Temp. media (°C)                                            | 26.2                                                        | 26.6                                                        | 27.2                                                        | 27.6                                                        | 27.5                                                        | 26.9                                                        | 26.9                                                        | 27.0                                                        | 26.5                                                        | 26.4                                                        | 26.1                                                        | 26.0                                                        | 26.7                                                        |
| Temp. mín. media (°C)                                       | 19.7                                                        | 20.0                                                        | 20.9                                                        | 21.8                                                        | 22.2                                                        | 22.0                                                        | 21.8                                                        | 21.9                                                        | 21.7                                                        | 21.5                                                        | 20.8                                                        | 19.9                                                        | 21.2                                                        |
| Precipitación total (mm)                                    | 8                                                           | 15                                                          | 38                                                          | 132                                                         | 327                                                         | 507                                                         | 383                                                         | 380                                                         | 539                                                         | 531                                                         | 117                                                         | 29                                                          | 3006                                                        |
| Fuente: Climate-Data.org                                    |                                                             |                                                             |                                                             |                                                             |                                                             |                                                             |                                                             |                                                             |                                                             |                                                             |                                                             |                                                             |                                                             |

### Ubicación geográfica
Está localizado en el departamento de Suchitepéquez y se encuentra a una distancia de 11 km de la cabecera departamental Mazatenango, y está rodeado por municipios del departamento de Suchitepéquez:
- Norte: San Pablo Jocopilas y Chicacao
- Sur: Chicacao y San José El Ídolo
- Este: San Miguel Panán y Chicacao
- Oeste: Santo Domingo Suchitepequez[11]

|                                    | Norte: San Pablo Jocopilas Chicacao |                                 |
| Oeste: Santo Domingo Suchitepequez |                                     | Este: San Miguel Panán Chicacao |
|                                    | Sur: Chicacao San José El Ídolo     |                                 |

## Gobierno municipal
Los municipios se encuentran regulados en diversas leyes de la República, que establecen su forma de organización, lo relativo a la conformación de sus órganos administrativos y los tributos destinados para los mismos.  Aunque se trata de entidades autónomas, se encuentran sujetos a la legislación nacional y las principales leyes que los rigen desde 1985 son:
| N.º | Ley                                                | Descripción |
| --- | -------------------------------------------------- | --- |
| 1   | Constitución Política de la República de Guatemala | Tiene una regulación legal específica para los municipios en los artículos 253 al 262. |
| 2   | Ley Electoral y de Partidos Políticos              | Ley de carácter constitucional aplicable a los municipios en el tema de la conformación de sus autoridades electas. |
| 3   | Código Municipal                                   | Decreto 12-2002 del Congreso de la República de Guatemala. Tiene la categoría de ley ordinaria y contiene preceptos generales aplicables a todos los municipios, e inclusive contiene legislación referente a la creación de los municipios.             |
| 4   | Ley de Servicio Municipal                          | Decreto 1-87 del Congreso de la República de Guatemala. Regula las relaciones entra la municipalidad y los servidores públicos en materia laboral. Tiene su base constitucional en el artículo 262 de la constitución que ordena la emisión de la misma. |
| 5   | Ley General de Descentralización                   | Decreto 14-2002 del Congreso de la República de Guatemala. Regula el deber constitucional del Estado, y por ende del municipio, de promover y aplicar la descentralización y desconcentración económica y administrativa.                                |

El gobierno de los municipios está a cargo de un Concejo Municipal mientras que el código municipal —ley ordinaria que contiene disposiciones que se aplican a todos los municipios— establece que «el concejo municipal es el órgano colegiado superior de deliberación y de decisión de los asuntos municipales […] y tiene su sede en la circunscripción de la cabecera municipal»; el artículo 33 del mencionado código establece que «[le] corresponde con exclusividad al concejo municipal el ejercicio del gobierno del municipio».
El concejo municipal se integra con el alcalde, los síndicos y concejales, electos directamente por sufragio universal y secreto para un período de cuatro años, pudiendo ser reelectos.
Existen también las Alcaldías Auxiliares, los Comités Comunitarios de Desarrollo (COCODE), el Comité Municipal del Desarrollo (COMUDE), las asociaciones culturales y las comisiones de trabajo. Los alcaldes auxiliares son elegidos por las comunidades de acuerdo a sus principios y tradiciones, y se reúnen con el alcalde municipal el primer domingo de cada mes, mientras que los Comités Comunitarios de Desarrollo y el Comité Municipal de Desarrollo organizan y facilitan la participación de las comunidades priorizando necesidades y problemas.
La cabecera municipal fue elevada a la categoría de ciudad el 16 de enero de 1996.[cita requerida]
Los alcaldes que ha habido en el municipio son:
- 2012-2016: Armando Escobedo[14]

## Historia

### Época precolombina
El área ocupada por el moderno municipio de San Antonio Suchitepéquez perteneció al reino de Quiché en la época precolombina. Este lugar fue muy relevante desde que se creó el reino Quiché, ya que era la capital de la provincia de Suchitepéquez gracias a sus grandes avances a comparación de otros lugares.[cita requerida]
Cuando los quichés pelearon contra los tz'utujiles hubo muchas guerras en este territorio, como lo demuestran las ruinas que se encuentran en el río Nahualate que actualmente está en el territorio de los municipios de Santa Catarina Ixtahuacán y Nahualá del departamento de Sololá.[cita requerida]

### Época colonial
Luego de la conquista española, el poblado fue fundado oficialmente el 13 de junio de 1549.

### Tras la Independencia de Centroamérica
La constitución del Estado de Guatemala promulgada el 11 de octubre de 1825 también estableció los circuitos para la administración de justicia en el territorio del Estado y menciona que San Antonio Suchitepéquez era parte del Circuito de Mazatenango en el distrito N.º11 de (Suchitepéquez), junto con el propio Mazatenango, Samayaque, San Lorenzo, Santo Domingo, Retalhuleu, San Gabriel, San Bernardino, Sapotitlán y Santo Tomás.

### El efímero Estado de Los Altos
A partir del 3 de abril de 1838, San Antonio Suchitepéquez fue parte de la región que formó el efímero Estado de Los Altos, el cual fue autorizado por el Congreso de la República Federal de Centro América el 25 de diciembre de ese año forzando a que el Estado de Guatemala se reorganizara en siete departamentos y dos distritos independientes el 12 de septiembre de 1839:
- Departamentos: Chimaltenango, Chiquimula, Escuintla, Guatemala, Mita, Sacatepéquez, y Verapaz
- Distritos: Izabal y Petén[15]

La región occidental de la actual Guatemala había mostrado intenciones de obtener mayor autonomía con respecto a las autoridades de la ciudad de Guatemala desde la época colonial, pues los criollos de la localidad consideraban que los criollos capitalinos que tenían el monopolio comercial con España no les daban un trato justo.  Pero este intento de secesión fue aplastado por el general Rafael Carrera, quien reintegró al Estado de Los Altos al Estado de Guatemala en 1840.

### Demarcación política de Guatemala de 1902
En 1902, el gobierno del licenciado Manuel Estrada Cabrera publicó la Demarcación Política de la República, y en ella se describe a San Antonio Suchitepéquez de la siguiente forma: «su cabecera es el pueblo del mismo nombre, a 12 km de Mazatenango, es de clima templado en unas partes y caliente en otras, y los principales cultivos, café, cacao, maíz y frijol. Una parte de la población se dedica a la crianza de ganado. Limita: al Norte, con el departamento de Sololá; al Sur, con el municipio de San José El Idolo; al oriente con el de Estrada Cabrera, y al Occidente, con el de San Bernardino».

### Terremoto de 1942
El 6 de agosto de 1942, el poblado fue sacudido por un sismo que se produjo a las 17:37 hora local (23:37 UTC) y tuvo una magnitud de 7.7 en la escala de magnitud de momento (Mw) y 7.9 en la escala de Magnitud de onda superficial (Ms). El epicentro se encontró a lo largo de la costa sur de Guatemala,.
El terremoto causó extensos daños en el altiplano central y occidental de Guatemala. Treinta y ocho personas murieron en el terremoto. Los deslizamientos de tierra, causados por la combinación del terremoto y las fuertes lluvias estacionales, destruyeron carreteras, incluso la carretera Interamericana, y líneas telegráficas.